# Thomas Croxton
Thomas Croxton (* 8. März 1822 in Tappahannock, Essex County, Virginia; † 3. Juli 1903 ebenda) war ein US-amerikanischer Politiker. Zwischen 1885 und 1887 vertrat er den Bundesstaat Virginia im US-Repräsentantenhaus.

## Werdegang
Thomas Croxton besuchte die öffentlichen Schulen seiner Heimat. Nach einem anschließenden Jurastudium an der University of Virginia in Charlottesville und seiner 1842 erfolgten Zulassung als Rechtsanwalt begann er in Tappahannock in diesem Beruf zu arbeiten. Ab 1852 war er als Staatsanwalt tätig. Während des Bürgerkrieges gehörte er im Heer der Konföderation zum Stab von General George Edward Pickett.
Politisch war Croxton Mitglied der Demokratischen Partei. Bei den Kongresswahlen des Jahres 1884 wurde er im ersten Wahlbezirk von Virginia in das US-Repräsentantenhaus in Washington, D.C. gewählt, wo er am 4. März 1885 die Nachfolge von George Tankard Garrison antrat. Da er im Jahr 1886 nicht bestätigt wurde, konnte er bis zum 3. März 1887 nur eine Legislaturperiode im Kongress absolvieren.
Nach dem Ende seiner Zeit im US-Repräsentantenhaus praktizierte Croxton wieder als Anwalt. Außerdem engagierte er sich in der Landwirtschaft. Zwischen 1892 und 1901 fungierte er als Bezirksrichter im Essex County. Er starb am 3. Juli 1903 in Tappahannock.